# Lácio (região histórica)

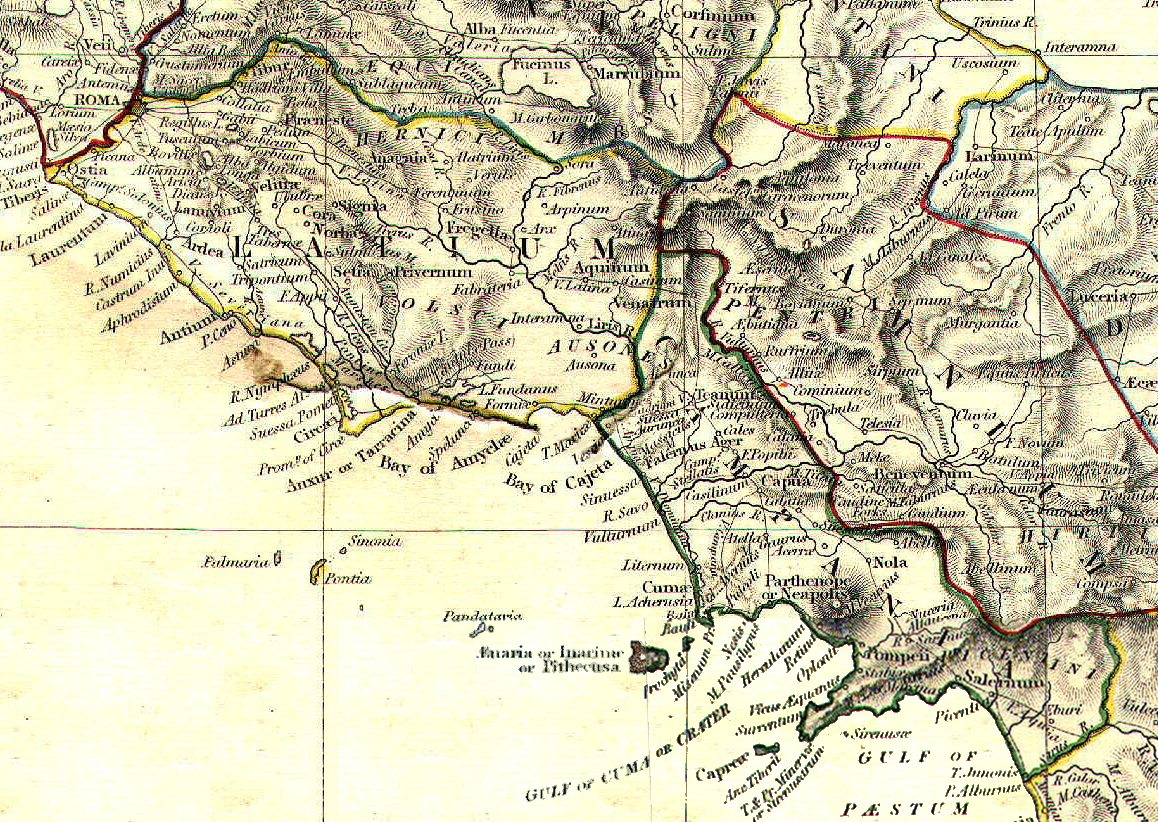
Lácio e Campânia

Lácio (em latim: Latium) é uma região histórica da Itália Central na qual a cidade de Roma foi fundada e cresceu até tornar-se capital do Império Romano. Originalmente o Lácio compreendia um pequeno triângulo de solo vulcânico fértil no qual residiam as tribos latinas. Estava situada na margem esquerda (leste e sul) do rio Tibre, estendendo-se para norte em direção ao rio Ânio (um tributário do Tibre) e para sul em direção aos Pântanos Pontinos (em latim: Pomptina Palus) tão longe quando o Monte Circeu.
A margem direita do Tibre era ocupada pela cidade etrusca de Veios, e as demais fronteiras do Lácio eram povoadas por outras tribos itálicas. Durante o Reino e República, Roma derrotou Veios e então seus vizinhos itálicos, expandindo o Lácio aos Montes Apeninos ao norte e para a extremidade oposta do pântano no sudeste. A região moderna do Lácio é um pouco maior que o Lácio romano.